# Bludný balvan Vištytis
Bludný balvan Vištytis, litevsky Vištyčio akmuo, je velký bludný balvan u litevsko-ruské státní hranice, severně od města Vištytis v okrese Vilkaviškis (Vilkaviškio rajono savivaldybė) v Marijampolském kraji (Marijampolės apskritis) v jižní Litvě.

## Další informace
Bludný balvan Vištytis je 6. největší balvan v Litvě a je největším balvanem místního regionálního parku Vištytis. Nachází se na okraji silnice Kybartai–Vištytis. Balvan, který byl na místo dopraven zaniklým ledovcem v době ledové, byl v roce 1964 prohlášen za přírodní památku. Rozměry balvanu jsou výška cca 4,1 m, šířka cca 4,7 m a délka cca 7,1 m. V minulosti se Němci pokusili balvan vyhodit do povětří, ve snaze využít jej pro stavební účely, ale z balvanu se utrhla jen malá část. Balvan je opředen pověstmi a nejznámější je o ďáblu, který chtěl balvanem zničit kostel, což se mu nepovedlo, avšak na balvanu zůstal otisk ďáblovy nohy (lavorová vhloubenina na vrcholu, kde se drží voda). Balvan je celoročně volně přístupný.

## Galerie

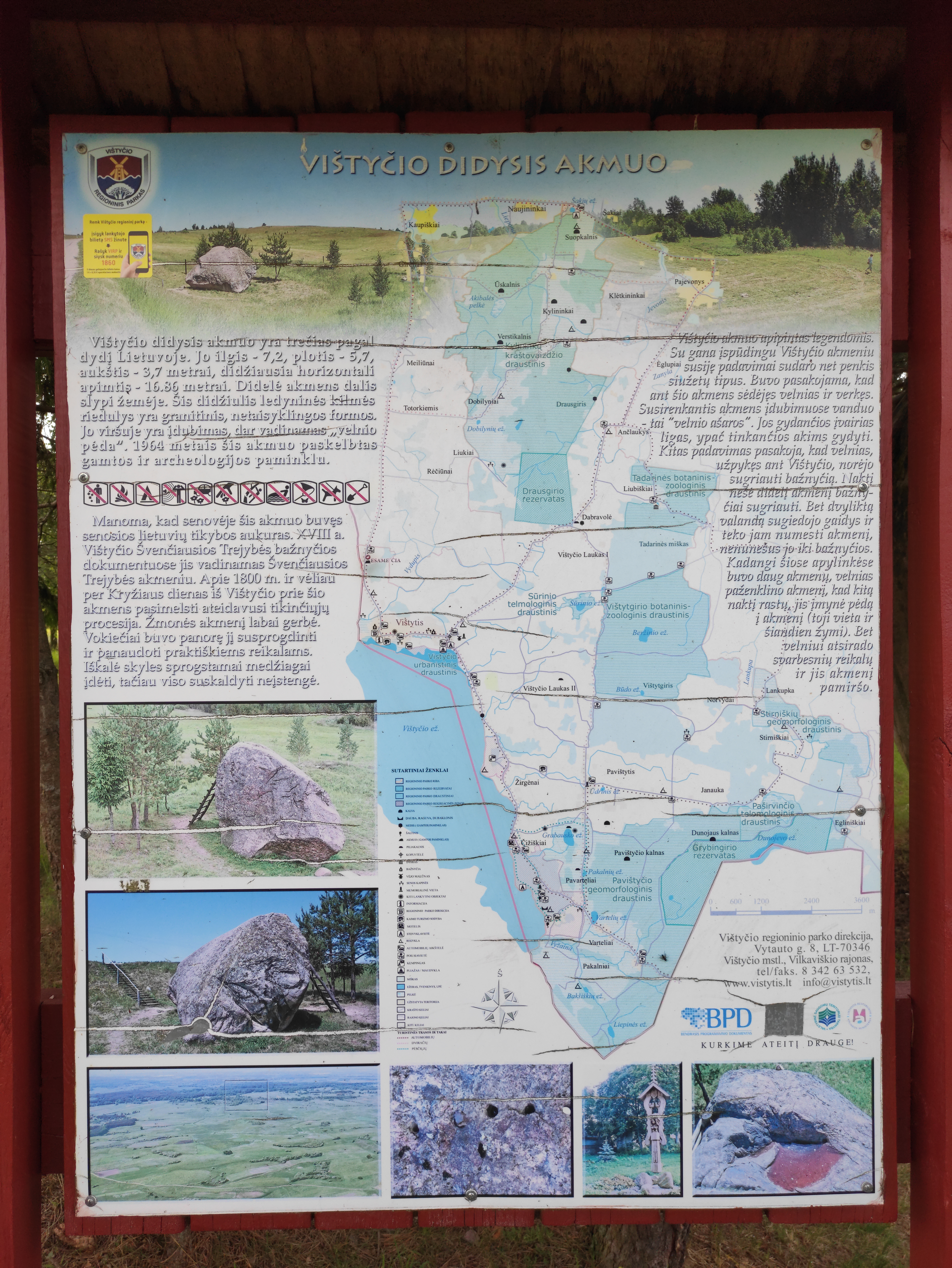
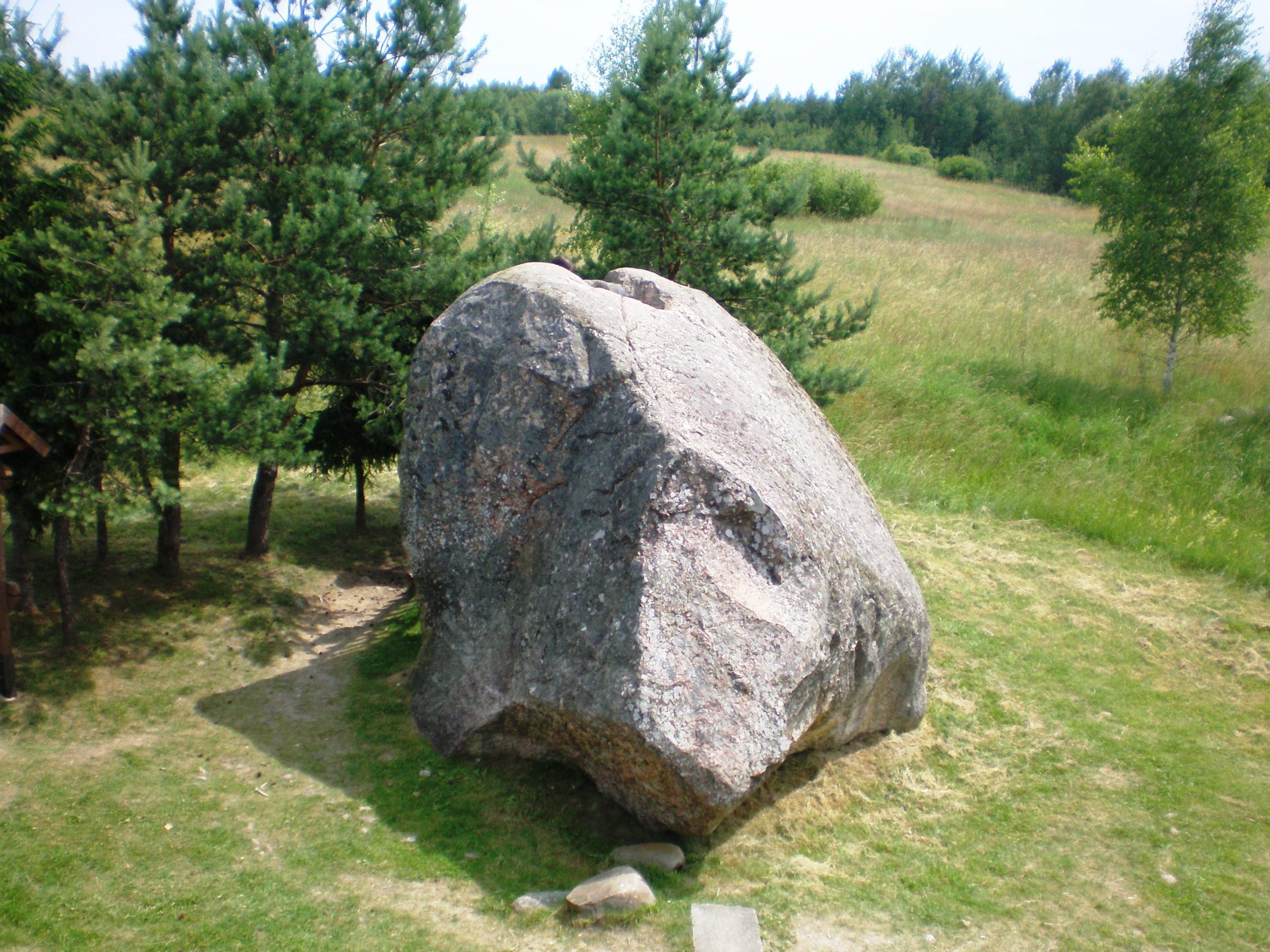
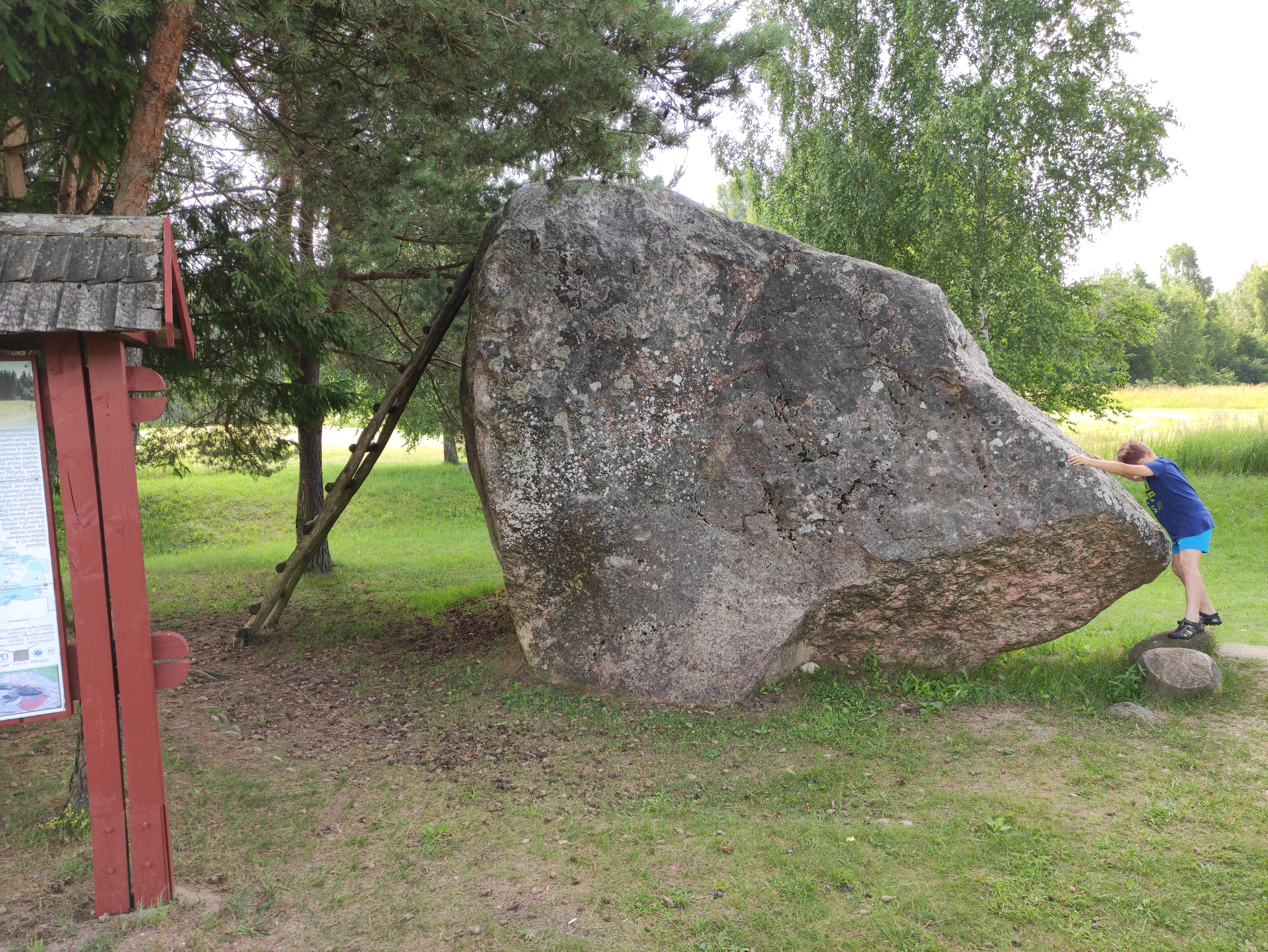
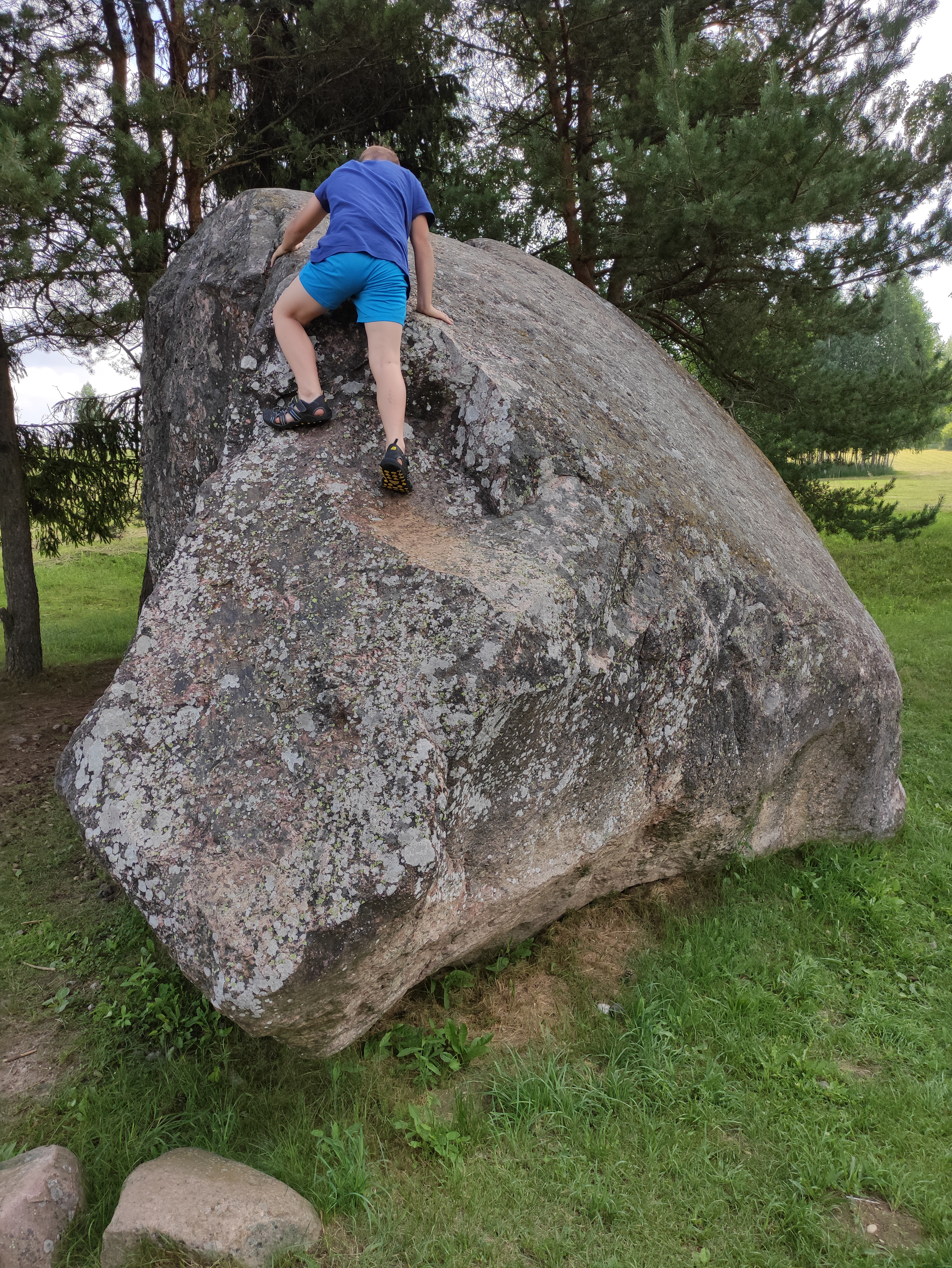
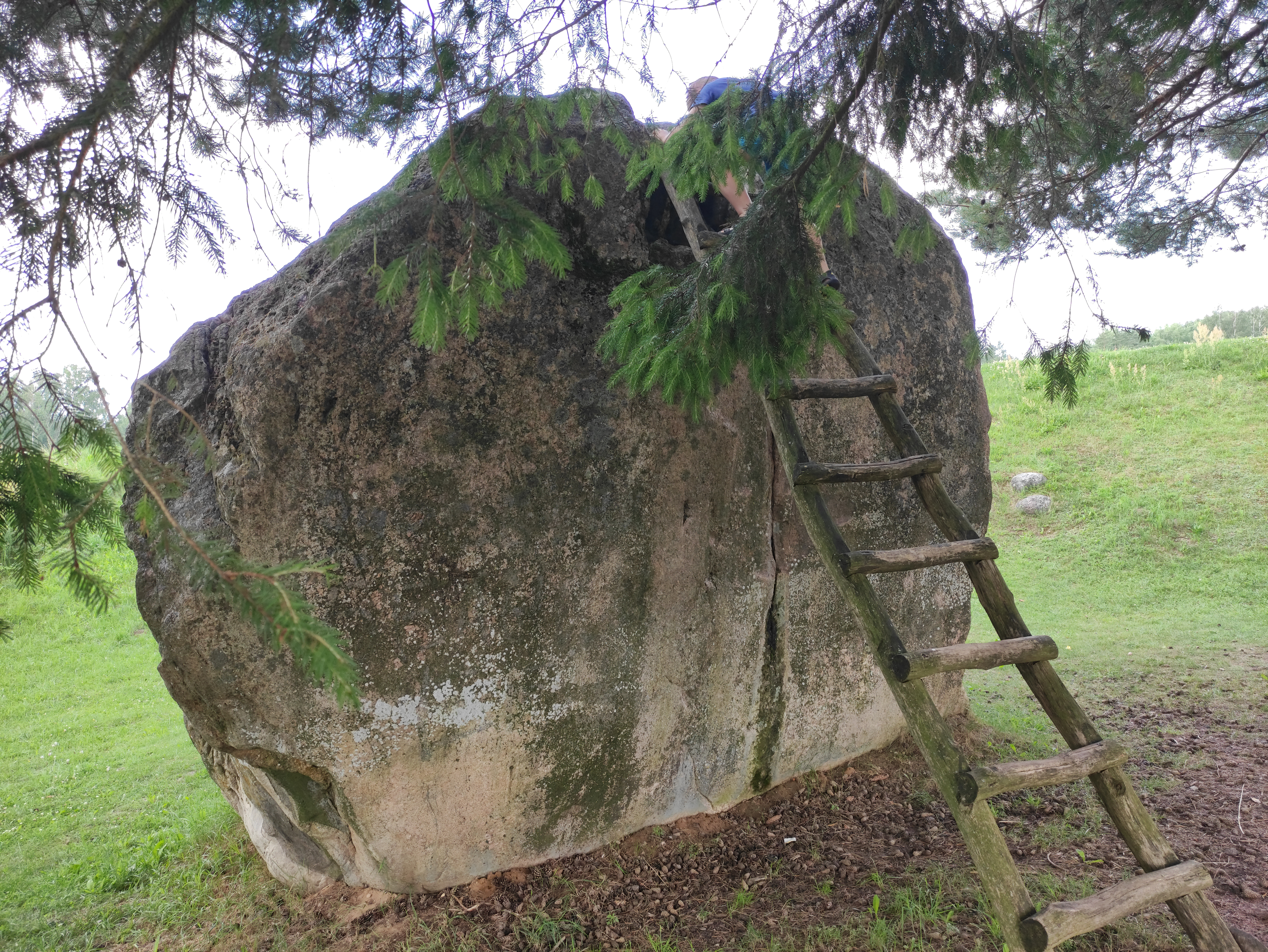
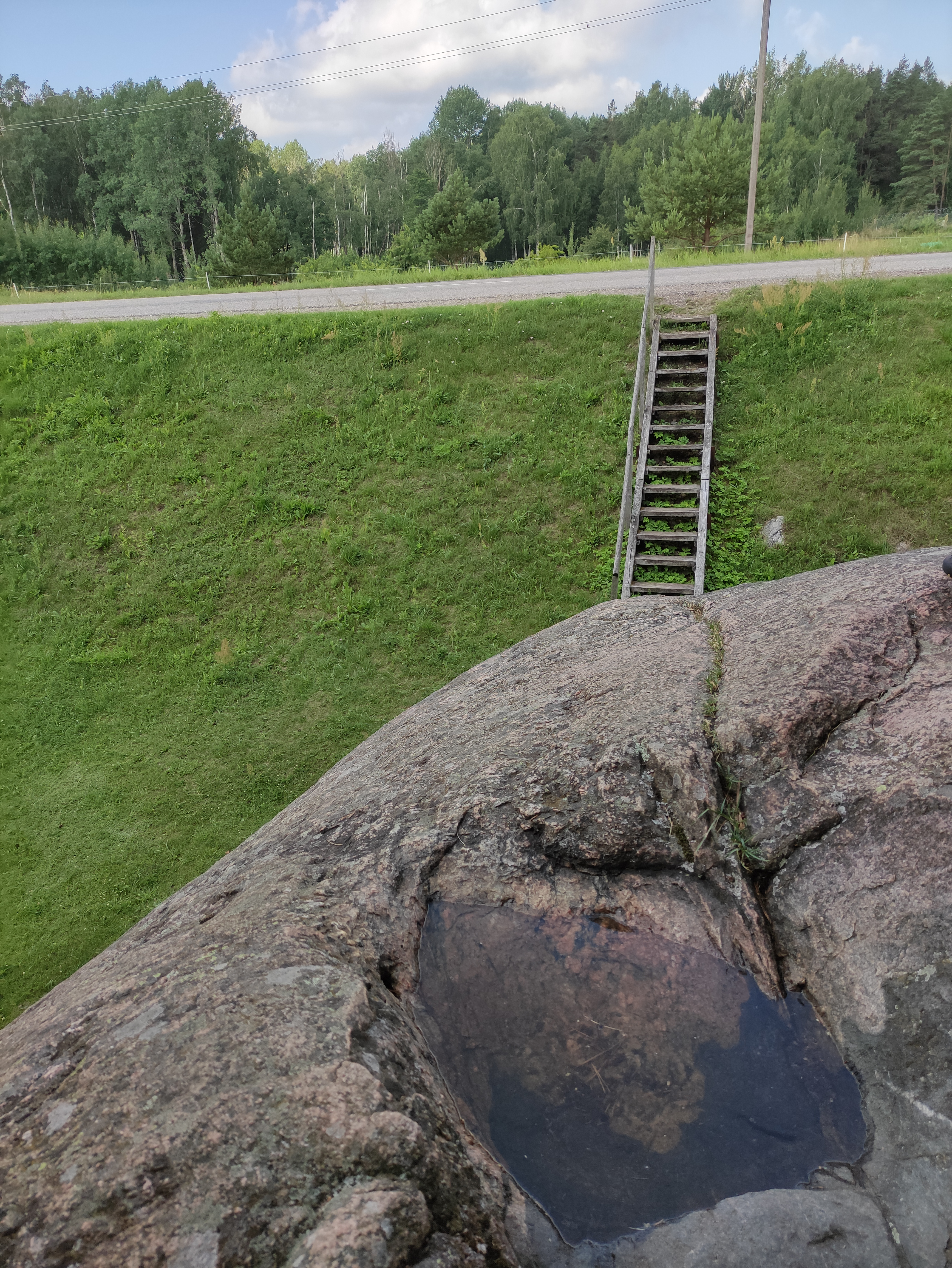